# Sanctus Seraphin
Sanctus Seraphin (Santo Serafin(o) * 1699 – abweichend 1665 bzw. 1668 -  in Udine; † 1776 - abweichend (um 1748) bzw. (um) 1758 - in Venedig) war ein italienischer Geigenbauer.
Seraphin war beeinflusst von der Geigenbaukunst des Tirolers Jakob Stainer und des Cremoneser Meisters Nicola Amati (dessen Schüler er möglicherweise war). Ab etwa 1710 lebte und arbeitete er in Venedig und etablierte sich als einer der erfolgreichsten Geigenbauer der Stadt. In den 1740er Jahren gab er seine eigene Werkstatt auf. Heute existieren noch etwa 300 Instrumente aus seiner Werkstatt.